# Spadella cephaloptera
Spadella cephaloptera és una espècie quetògnat de l'ordre Phragmophora. El nom científic de l'espècie va ser publicada per primera vegada en 1851 pel botànic Busch (1823-1895).

## Característiques
És un cuc allargat amb forma de torpede i està recobert amb una cutícula. El cos es compon d'un cap, un cos i una cua diferenciats. Té un parell d'espines quitinoses en forma de ganxo a cada costat del cap que guarden en una caputxa quan neden i que serveixen per a la caça, ja que és carnívor.

## Distribució
Es distribueix a la mar Mediterrània, la mar Negra i al nord de l'oceà Atlàntic.